# ЕВРАМЕТ
ЕВРАМЕТ (англ. EURAMET) - Європейська асоціація національних метрологічних установ (англ. European Association of National Metrology Institutes, EURAMET). Ця організація є регіональною метрологічною організацією країн Європи (RMO). Вона координує співпрацю метрологічних інститутів Європи в таких областях, як метрологія, відповідність вимірювань одиницям SI, міжнародні звірення еталонів і розробка таблиць СМС для країн-учасників. Одне з головних завдань - розробка та виконання Європейської метрологічної дослідницької програми (EMRP).
За рахунок передачі знань і співробітництва між її членами ЕВРАМЕТ сприяє розвитку національних інфраструктур метрології.
ЕВРАМЕТ несе відповідальність за розробку і здійснення Програми Європейського метрології досліджень (EMRP), яка призначена для заохочення співробітництва між національними метрологічними інститутами (NMI) Європи та партнерами в промисловості або наукових кіл. Програма фінансує спільні дослідницькі проекти в конкретних областях метрології – наразі більш ніж 50 проектів, відібраних для фінансування, і багато інших очікується в найближчому майбутньому.
Періодичність і місце проведення засідань керівного органу: Засідання проводяться щорічно в одній з країн-членів.
Адреса штаб-квартири міжнародної організації: Bundesallee 100, 38116 Braunschweigg, Germany

## Історія
Європейська метрологія була успішно координована протягом майже 20 років EUROMET, Європейською співпрацею з еталонів, на основі Меморандуму про взаєморозуміння (МОВ). Нові виклики для європейського метрології, такі як прагнення більш високого рівня інтеграції та координації метрологічних досліджень в рамках EMRP, показали необхідність створення юридичної особи для координації європейської метрології.
Як результат, EURAMET e.V. був відкритий 11 січня 2007 року в Берліні, Німеччина.

## Мета EURAMET
EURAMET служить популяризації науки та досліджень і наукового співробітництва в галузі метрології в Європі.
Це реалізується за допомогою таких заходів, як-от:
- розвиток та підтримка загальноєвропейського дослідного співробітництва в галузі метрології та вимірювальних стандартів;
- розвиток, регулярне оновлення та впровадження Європейської програми з метрологічних досліджень (EMRP);
- підтримка членів та асоційованих членів при зверненні для отримання коштів задля європейських кооперативних проектів;
- координація спільного використання спеціальних засобів;
- підвищення ефективності використання наявних ресурсів для більш повного задоволення метрологічних потреб і забезпечення простежуваності національних стандартів;
- технічне співробітництво з метрологічними інститутами поза EURAMET і з іншими регіональними та міжнародними організаціями з метрології;
- виконання завдань Регіональної метрологічної організації (РМО) з метою всесвітнього взаємного визнання національних вимірювальних стандартів і сертифікатів калібрування і вимірювань;
- просування та координація передачі наукових знань і досвіду в галузі метрології;
- представлення метрології на європейському рівні та впровадження передового досвіду в політику і її рекомендація політичним особам стосовно метрологічної інфраструктури та європейського співробітництва;
- співпраця з європейськими та міжнародними організаціями, відповідальними за інфраструктуру якості, зокрема шляхом участі в підготовці узгоджених технічних документів.

## Участь України в Європейській асоціації національних метрологічних установ
- Дата набуття Україною членства: 01.06.1998 р.;
- Підстава для набуття членства в міжнародній організації: Закон України  від 11.02.98 р. №113/98-ВР „Про метрологію та метрологічну діяльність”; Доручення КМУ від 03.07.1997 р. № 13217/45;
- Статус членства: Організація - партнер;
- Характер фінансових зобов'язань України: Фінансові зобов’язання відсутні;
- Центральний орган виконавчої влади, відповідальний за виконання фінансових зобов'язань: Міністерство економічного розвитку і торгівлі України.[2]